# Операція «Смолоскип»
Операція «Смолоскип» (англ. Operation Torch) — британсько-американське вторгнення в Північну Африку 8 листопада 1942 року.
У зв'язку зі складним положенням Червоної Армії на Східному фронті, Радянський Союз вимагав від США і Великої Британії розпочати воєнну операцію в Європі і відкрити другий фронт. Американські воєначальники планували провести операцію «Следжхаммер», що передбачала висадку у окупованій Європі в найкоротший термін. Однак британці вважали, що такий сценарій приведе до катастрофічних наслідків. Натомість, було запропоновано висадку у Французьку Північну Африку. Метою операції було звільнення Північної Африки від сил країн Осі, поліпшення контролю над Середземним морем і підготовка вторгнення в Південну Європу в 1943 році.

## Історія
Командуванням силами Антигітлеровської коаліції були організовані три оперативні десантно-висадкові групи, які мали завдання захоплення найважливіших об'єктів, як-то ключових портів і аеропортів у французьких Марокко та Алжиру одночасно, загалом націлених на райони Касабланки, Орану і Алжиру.

## Карта операції
|  |